# Guillaume Radot
Pour les articles homonymes, voir Radot.
Guillaume Radot, né Guillaume Simon Charles Radot, est un cinéaste français né le 13 août 1911 à Paris 8e et mort le 5 novembre 1977 à Garches (Hauts-de-Seine).

## Filmographie

### Assistant réalisateur
- 1940 : L'Homme du Niger de Jacques de Baroncelli

### Réalisateur
- 1943 : Le Loup des Malveneur
- 1944 : Le Bal des passants
- 1947 : Chemins sans loi
- 1948 : Le Destin exécrable de Guillemette Babin
- 1949 : La Louve
- 1950 : Cartouche, roi de Paris
- 1957 : Fric-frac en dentelles

### Scénariste
- 1948 : Le Destin exécrable de Guillemette Babin
- 1949 : La Louve
- 1957 : Fric-frac en dentelles

### Producteur
- 1947 : La Kermesse rouge de Paul Mesnier
- 1948 : Le Destin exécrable de Guillemette Babin
- 1949 : La Louve
- 1950 : Cartouche, roi de Paris
- 1957 : Fric-frac en dentelles

### Dialoguiste
- 1948 : Le Destin exécrable de Guillemette Babin
- 1949 : La Louve